# Бихор (планина)
Бихор или Бихорске планине (рум. Munții Bihorului, мађ. Bihar-hegység) су планински венац у западном делу Румуније. Бихор припада планинском венцу Апушенских планина. Највиши врх планине је Велика Куркубита (1.849 м н.в.).

## Природни услови
Бихор припада планинском венцу Апушенских планина, које су, опет, део Карпата. Планина се протеже правцем северозапад-југоисток, дуга је до 25 км, а широка до 14 км.
Највиши врх планине је Велика Куркубита (1.849 м н.в.), истовремено и највиши врх свих Апушенских планина. На планини постоји још неколико врхова виших преко 1.600 м.